# 大矢四郎兵衛
大矢 四郎兵衛（おおや しろべえ、1858年2月2日（安政4年12月19日） - 1930年（昭和5年）9月25日）は、日本の富山県出身の実業家、政治家。衆議院議員。

## 経歴
礪波郡鷹栖村（現・砺波市)の大地主の家庭に次男として生まれる。父と兄を早くに失い、14歳で家督を相続する。金沢の私塾「竹下塾」に遊学ののち、帰郷して1885年（明治18年）、富山県会議員に当選した。1892年に落選後、1894年に鷹栖村長となり、1895年に県会議員に再度当選し、議長に就任している。
1898年（明治31年）の第6回衆議院議員総選挙に憲政本党より富山県第4区から立候補して当選し、1903年まで3期務めた（選挙区は、第7回総選挙では富山県郡部第5区、第8回総選挙では富山県郡部第2区）。
一方実業家としては、1894年には中越銀行、1897年には鷹栖銀行（いずれも北陸銀行の前身の一つ）の創設に携わる。1894年には富山日報（現・北日本新聞）の社長にも就任した。1895年、礪波と高岡を結ぶ鉄道の必要性を訴えて自ら出資し、中越鉄道（現・城端線）の社長に就任した。1897年に開業にこぎ着けるものの、業績不振やそれに起因する株価の暴落に見舞われ、私財を手放して1900年12月に退社した。
中越鉄道を退職したあと、北海道開拓を決意して岩内郡小沢村（現・共和町）の土地貸し付けを受け、政界を引退後の1904年に家族で移住した。農場を経営しながら度々鷹栖村に帰り砺波鉄道（のちの加越能鉄道加越線）の相談役にもついた。また国富鉱山の煙害反対運動に関わり結果を見ないまま1930年9月25日、移住先の小沢村で死去。
1938年に鷹栖村神明社境内に銅像が建てられる。正面の揮毫は若槻礼次郎。背面の碑文は尾崎行雄が寄せている。戦時中に金属供出により失われたが1960年に再建された。